# Puente Qasr al-Nil
El puente Qasr al-Nil (en árabe: كوبري قصر النيل) se extiende por el río Nilo, en el centro de El Cairo, Egipto. Conecta el centro de El Cairo a la isla de Gezira y el distrito de Zamalek. Al este y al oeste del puente hay dos grandes estatuas de leones de piedra que flanquean cada entrada, se trata de obras de finales del siglo XIX de Henri Alfred Jacquemart, un escultor francés. El puente del 6 de octubre que es más nuevo y más amplio hace su recorrido paralelo a 0,8 kilómetros al Sur.